# Vladimír Kinier
Vladimír Kinier (ur. 6 kwietnia 1958 w Żylinie) – słowacki piłkarz grający na pozycji obrońcy.

## Kariera sportowa
Grał w reprezentacji Czechosłowacji na Mistrzostwach Świata w 1990, podczas których rozegrał jeden, cały mecz z reprezentacją Włoch (przegrany 2-0). W sumie zaliczył 10 występów w drużynie Czechosłowacji. Większość swojej klubowej kariery rozegrał w Slovanie Bratysława.